# Campeonato Europeo de Lucha de 1946
El XVI Campeonato Europeo de Lucha se celebró en Estocolmo (Suecia) en el año 1946 bajo la organización de la Federación Internacional de Luchas Asociadas (FILA) y la Federación Sueca de Lucha. Solamente se compitió en las categorías del estilo libre.

## Resultados

### Lucha libre
| Evento | Oro                         | Plata                    | Bronce                    |
| ------ | --------------------------- | ------------------------ | ------------------------- |
| 52 kg  | Lennart Viitala · Finlandia | Malte Håkansson · Suecia | Georges Labadie Francia   |
| 57 kg  | Lajos Bencze Hungría        | Nasuh Akar Turquía       | Erkki Johansson · Suecia  |
| 62 kg  | Gazanfer Bilge Turquía      | Olle Anderberg · Suecia  | Paavo Hietala · Finlandia |
| 67 kg  | Celal Atik Turquía          | Gösta Frändfors · Suecia | Lauri Kangas · Finlandia  |
| 73 kg  | Yaşar Doğu Turquía          | Kálmán Sóvári Hungría    | Karl Schaad · Suiza       |
| 79 kg  | Eino Virtanen · Finlandia   | Mahmut Ceterez Turquía   | Axel Grönberg · Suecia    |
| 87 kg  | Bengt Fahlkvist · Suecia    | Fritz Stöckli · Suiza    | Muharrem Candaş Turquía   |
| +87 kg | Bertil Antonsson · Suecia   | Willy Lardon · Suiza     | Mehmet Çoban Turquía      |

## Medallero
| Núm. | País      | Oro | Plata | Bronce | Total |
| ---- | --------- | --- | ----- | ------ | ----- |
| 1    | Turquía   | 3   | 2     | 2      | 7     |
| 2    | Suecia    | 2   | 3     | 2      | 7     |
| 3    | Finlandia | 2   | 0     | 2      | 4     |
| 4    | Hungría   | 1   | 1     | 0      | 2     |
| 5    | Suiza     | 0   | 2     | 1      | 3     |
| 6    | Francia   | 0   | 0     | 1      | 1     |
|      | TOTAL     | 8   | 8     | 8      | 24    |